# لولوبة صينية
لولوبة صينية (الاسم العلمي: Spiranthes sinensis) هي نوع من النباتات يتبع جنس اللولوبة من الفصيلة السحلبية.